# Bărbătești (gmina w okręgu Vâlcea)
Bărbătești – gmina w Rumunii, w okręgu Vâlcea. Obejmuje miejscowości Bărbătești, Bârzești, Bodești i Negrulești. W 2011 roku liczyła 3318 mieszkańców.